# Lauingen
Lauingen (oficialment Lauingen (Donau), literalment "Lauingen (Danubi)") és una ciutat de 11.036 habitants a la regió de Baviera, a Alemanya.
La ciutat es troba a la riba esquerra del Danubi, uns 5 km a l'oest de Dillingen i 37 km al nord d'Ulm.
Poblada des del temps dels romans, a la pedania de Flaimingen hi queden vestigis d'un temple dedicat al déu Grannus. És coneguda per ser la ciutat natal d'Albert el Gran, que hi té un monument davat de l'ajuntament.

## Personatges notables
- Albert el Gran. Dominicà, bisbe i savi aristotelià.
- Martin Ruland el jove (1569-1611), metge i alquimista
- Nikolaus Geiger (1849-1897), pintor i escultor
- Heinz Piontek (1925-2003), escriptor. Hi visqué de 1947 a 1955